# ロングビーチ市街地コース
ロングビーチ市街地コース（Long Beach Street Circuit）は、アメリカ合衆国カリフォルニア州ロングビーチの市街地に特設されるストリートサーキットである。

## 概要

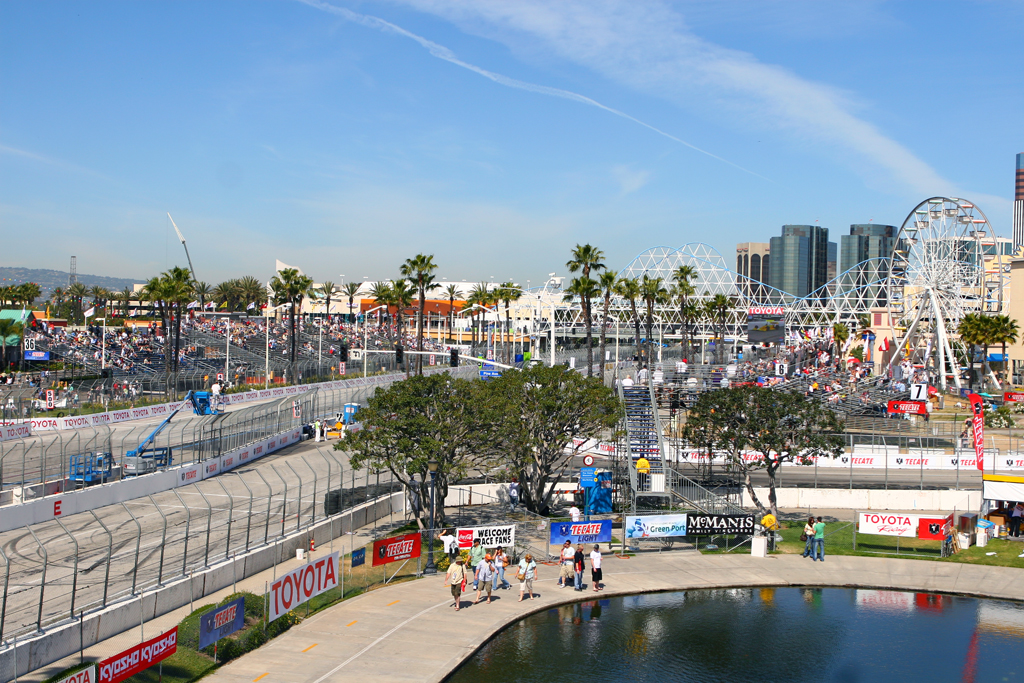
コースと観客席

カリフォルニア州の太平洋沿いの都市であるロングビーチの市街地に、都市活性化のため「西海岸のモナコ」というキャッチフレーズを設定し、1975年はフォーミュラ5000が、1976年から1983年までF1アメリカ西GP（またはロングビーチGP）が開催された。1983年限りで契約金の問題から開催は終了した。
以降はレイアウトを微細に変更し、CART（後のチャンプカー）（2008年開催まで）、インディカー・シリーズ（2009年開催～）やIMSA スポーツカー選手権、フォーミュラ・ドリフトなどのビックカテゴリのコースとして使用されている。かつてはフォーミュラE、ロングビーチ ePrixも行われた。
F1、CART、インディカーで1975年から開催されているロングビーチ・グランプリは、北米で最も長く開催されている公道レースである。トヨタはこのイベントの開始当初から計44年間スポンサーを務め、1980年から2018年まではタイトルスポンサーを務めた。2019年以降はホンダの北米向け高級車ブランド「アキュラ」とタイトルスポンサー契約を結んでいる。

## レイアウト
コースはロングビーチの海に近い「パイク」と呼ばれるエリアにある、ロングビーチ・コンベンションセンターやショッピングモールを囲む形で設置されており、インディカー・シリーズ仕様とフォーミュラE仕様の2つのレイアウトを持つ。

### インディカー・シリーズ
インディカー・シリーズ仕様レイアウトは、CART/チャンプカーが2000年から2007年まで使用していたレイアウトを継承し、全長1.968マイル（3.167km）、11のコーナーで構成される。
ホームストレートは中間地点付近で緩やかなカーブを描いており、コントロールラインはカーブの前半に設置される。ターン2・3は噴水のある花壇の南側を回るクランク型シケインである。ターン5の内側には唯一スピードバンプが設置される（他は縁石）。ターン7からターン8にかけては下り坂になっており、車を左に振った直後にブレーキングするため、バランスを崩しやすい。中速ロングコーナーのターン10、最も速度が落ちるヘアピンカーブのターン11を抜けて1周となる。周回平均速度は105mph（170km/h）程度となる。

### フォーミュラE

2015年から2016年まで、フォーミュラEで用いたコースレイアウト

フォーミュラE、ロングビーチ ePrix用レイアウトは全長2.131km、7のコーナーで構成される。
インディカー用レイアウトと異なる点としては、インディカー用レイアウトにおけるターン6より東側のみを使用している点が挙げられる。
また、コントロールラインの先にS字シケインがあり、その先にあるインディカー用レイアウトのターン6の位置に下り坂（インディカー用でのターン7・8間）に合流する右コーナーが設置されている（これがフォーミュラE用レイアウトのターン3で、以後ターン8～11がそのままターン4～7として使われている）。

### 過去のコースレイアウト

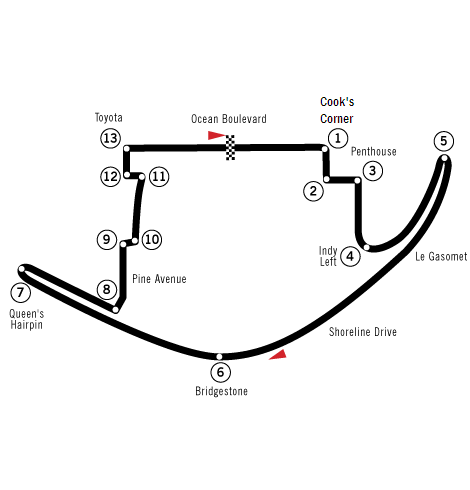
1975年–1977年
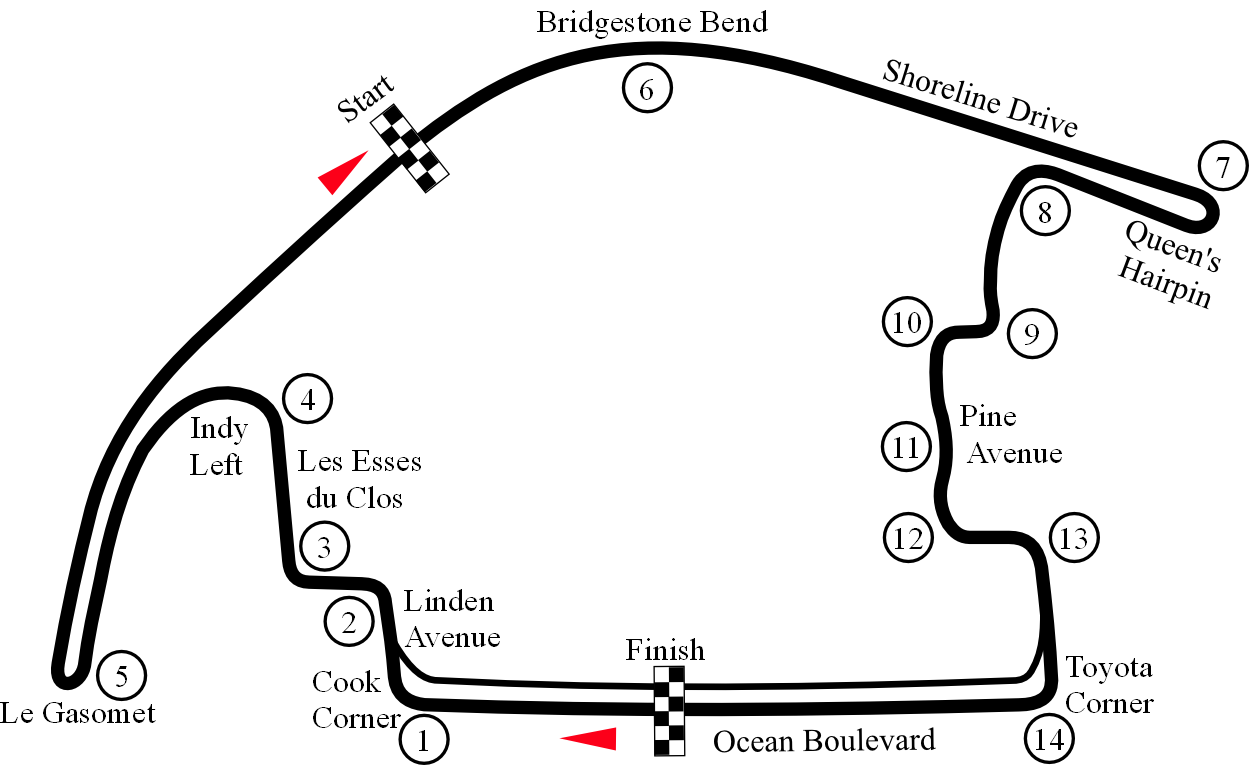
1978年-1981年
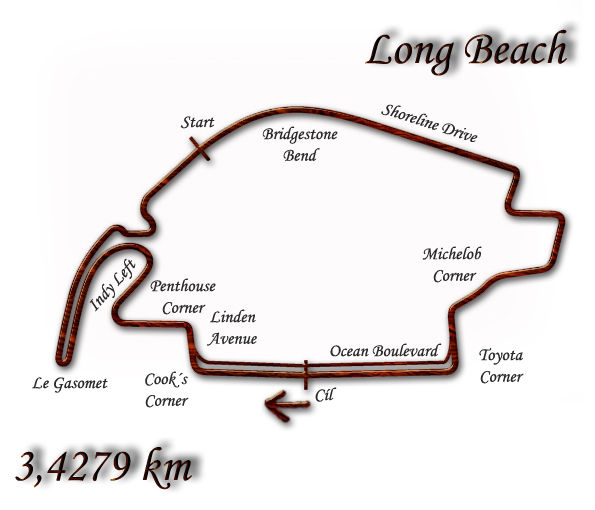
1982年
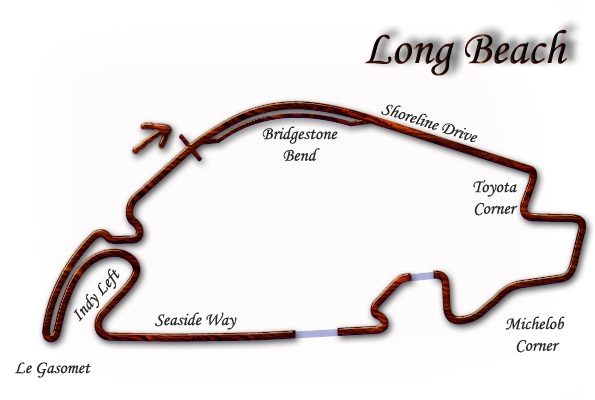
1983年
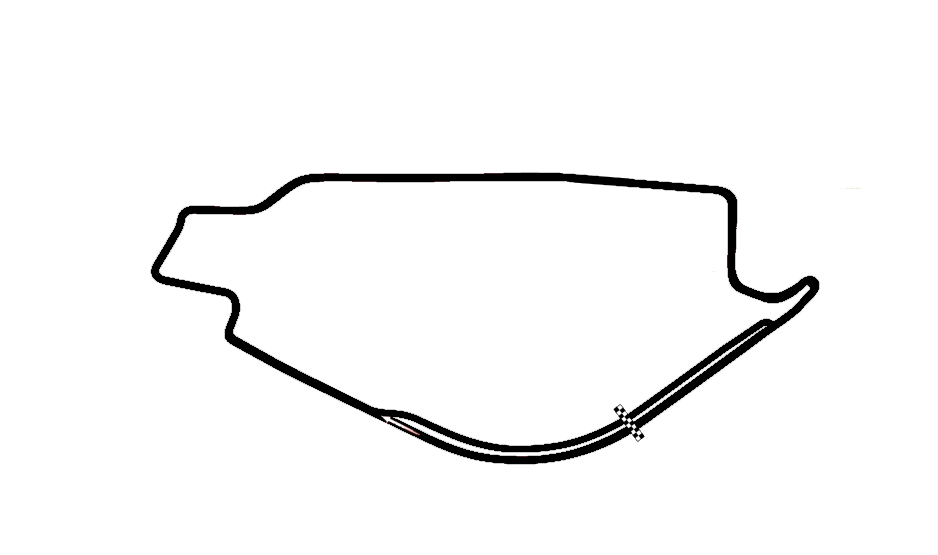
1992年-1998年
1999年

## 歴代優勝者
| 年                     | 決勝日           | ドライバー                             | シャシーおよびエンジン                   | 結果                                   |
| フォーミュラ5000       | フォーミュラ5000 | フォーミュラ5000                       | フォーミュラ5000                         | フォーミュラ5000                       |
| ---------------------- | ---------------- | -------------------------------------- | ---------------------------------------- | -------------------------------------- |
| 1975                   | 9月28日          | ブライアン・レッドマン                 | ローラ・シボレー                         | 詳細                                   |
| F1世界選手権           |                  |                                        |                                          |                                        |
| 1976                   | 3月28日          | クレイ・レガツォーニ                   | フェラーリ                               | 詳細                                   |
| 1977                   | 4月3日           | マリオ・アンドレッティ                 | ロータス・フォード                       | 詳細                                   |
| 1978                   | 4月2日           | カルロス・ロイテマン                   | フェラーリ                               | 詳細                                   |
| 1979                   | 4月8日           | ジル・ヴィルヌーヴ                     | フェラーリ                               | 詳細                                   |
| 1980                   | 3月30日          | ネルソン・ピケ                         | ブラバム・フォード                       | 詳細                                   |
| 1981                   | 3月15日          | アラン・ジョーンズ                     | ウィリアムズ・フォード                   | 詳細                                   |
| 1982                   | 4月4日           | ニキ・ラウダ                           | マクラーレン・フォード                   | 詳細                                   |
| 1983                   | 3月27日          | ジョン・ワトソン                       | マクラーレン・フォード                   | 詳細                                   |
| CART / チャンプカー    |                  |                                        |                                          |                                        |
| 1984                   | 3月31日          | マリオ・アンドレッティ                 | ローラ・コスワース                       | 詳細                                   |
| 1985                   | 4月14日          | マリオ・アンドレッティ                 | ローラ・コスワース                       | 詳細                                   |
| 1986                   | 4月13日          | マイケル・アンドレッティ               | マーチ・コスワース                       | 詳細                                   |
| 1987                   | 4月5日           | マリオ・アンドレッティ                 | ローラ・シボレー・イルモア               | 詳細                                   |
| 1988                   | 4月17日          | アル・アンサーJr.                      | マーチ・シボレー・イルモア               | 詳細                                   |
| 1989                   | 4月16日          | アル・アンサーJr.                      | ローラ・シボレー・イルモア               | 詳細                                   |
| 1990                   | 4月22日          | アル・アンサーJr.                      | ローラ・シボレー・イルモア               | 詳細                                   |
| 1991                   | 4月14日          | アル・アンサーJr.                      | ローラ・シボレー・イルモア               | 詳細                                   |
| 1992                   | 4月12日          | ダニー・サリバン                       | ガルマー・シボレー・イルモア             | 詳細                                   |
| 1993                   | 4月18日          | ポール・トレイシー                     | ペンスキー・シボレー・イルモア           | 詳細                                   |
| 1994                   | 4月17日          | アル・アンサーJr.                      | ペンスキー・イルモア                     | 詳細                                   |
| 1995                   | 4月9日           | アル・アンサーJr.                      | ペンスキー・メルセデス・ベンツ・イルモア | 詳細                                   |
| 1996                   | 4月14日          | ジミー・バッサー                       | レイナード・ホンダ                       | 詳細                                   |
| 1997                   | 4月13日          | アレックス・ザナルディ                 | レイナード・ホンダ                       | 詳細                                   |
| 1998                   | 4月5日           | アレックス・ザナルディ                 | レイナード・ホンダ                       | 詳細                                   |
| 1999                   | 4月18日          | ファン・パブロ・モントーヤ             | レイナード・ホンダ                       | 詳細                                   |
| 2000                   | 4月16日          | ポール・トレイシー                     | レイナード・ホンダ                       | 詳細                                   |
| 2001                   | 4月8日           | エリオ・カストロネベス                 | レイナード・ホンダ                       | 詳細                                   |
| 2002                   | 4月14日          | マイケル・アンドレッティ               | レイナード・ホンダ                       | 詳細                                   |
| 2003                   | 4月13日          | ポール・トレイシー                     | ローラ・フォード・コスワース             | 詳細                                   |
| 2004                   | 4月18日          | ポール・トレイシー                     | ローラ・フォード・コスワース             | 詳細                                   |
| 2005                   | 4月10日          | セバスチャン・ボーデ                   | ローラ・フォード・コスワース             | 詳細                                   |
| 2006                   | 4月9日           | セバスチャン・ボーデ                   | ローラ・フォード・コスワース             | 詳細                                   |
| 2007                   | 4月15日          | セバスチャン・ボーデ                   | パノス・コスワース                       | 詳細                                   |
| 2008                   | 4月20日          | ウィル・パワー                         | パノス・コスワース                       | 詳細                                   |
| インディカー・シリーズ |                  |                                        |                                          |                                        |
| 2009                   | 4月19日          | ダリオ・フランキッティ                 | ダラーラ・ホンダ                         | 詳細                                   |
| 2010                   | 4月18日          | ライアン・ハンター＝レイ               | ダラーラ・ホンダ                         | 詳細                                   |
| 2011                   | 4月17日          | マイク・コンウェイ                     | ダラーラ・ホンダ                         | 詳細                                   |
| 2012                   | 4月15日          | ウィル・パワー                         | ダラーラ・シボレー                       | 詳細                                   |
| 2013                   | 4月21日          | 佐藤琢磨                               | ダラーラ・ホンダ                         | 詳細                                   |
| 2014                   | 4月13日          | マイク・コンウェイ                     | ダラーラ・シボレー                       | 詳細                                   |
| 2015                   | 4月19日          | スコット・ディクソン                   | ダラーラ・シボレー                       | 詳細                                   |
| 2016                   | 4月17日          | サイモン・パジェノ                     | ダラーラ・シボレー                       | 詳細                                   |
| 2017                   | 4月9日           | ジェームズ・ヒンチクリフ               | ダラーラ・ホンダ                         | 詳細                                   |
| 2018                   | 4月15日          | アレクサンダー・ロッシ                 | ダラーラ・ホンダ                         | 詳細                                   |
| 2019                   | 4月14日          | アレクサンダー・ロッシ                 | ダラーラ・ホンダ                         | 詳細                                   |
| 2020                   | 4月19日          | 新型コロナウイルスの感染拡大により中止 | 新型コロナウイルスの感染拡大により中止   | 新型コロナウイルスの感染拡大により中止 |
| 2021                   | 9月26日          | コルトン・ハータ                       | ダラーラ・ホンダ                         | 詳細                                   |
| 2022                   | 4月10日          | ジョセフ・ニューガーデン               | ダラーラ・シボレー                       | 詳細                                   |
| 2023                   | 4月16日          | カイル・カークウッド                   | ダラーラ・ホンダ                         | 詳細                                   |
| 2024                   | 4月21日          | スコット・ディクソン                   | ダラーラ・ホンダ                         | 詳細                                   |
| 2025                   | 4月13日          | カイル・カークウッド                   | ダラーラ・ホンダ                         | 詳細                                   |
| フォーミュラE          |                  |                                        |                                          |                                        |
| 2015                   | 4月4日           | ネルソン・ピケJr.                      | スパーク・ルノー・マクラーレン           | 詳細                                   |
| 2016                   | 4月2日           | ルーカス・ディ・グラッシ               | スパーク・ルノー・アウディ               | 詳細                                   |

## 主な登場作品
- ポールポジションII - ナムコ（後のバンダイナムコエンターテインメント）のアーケードゲーム。1982年のレイアウトが「シーサイド」コースとして登場。
- F355チャレンジシリーズ - セガ（後のセガ・インタラクティブ）のアーケードゲーム。1992年～1998年のレイアウトが実名で登場。
- Forza Motorsportシリーズ - マイクロソフトのレースゲーム。2013年発売の『Forza Motorsport 5』より登場。
- THE CREW - デフォルメされたアメリカ合衆国本土を舞台とした、ユービーアイソフトのレースゲーム。
ロングビーチでのイベントにて、実際の市街地コースとほぼ同じレイアウトのコース[6]を走ることになる。

## 参照
1. ↑  “Long Beach - RacingCircuits.info”. 2022年5月9日閲覧。
2. ↑  “第2戦 ストリート・オブ・ロングビーチ”.   Honda Motor Co., Ltd. 2024年5月11日閲覧。
3. ↑  “Toyota ends 44-year title sponsorship of Long Beach GP” (英語). RACER. (2018年8月16日) 2018年10月18日閲覧。
4. ↑  “インディカーとIMSA併催の第45回ロングビーチGP、アキュラが冠スポンサーに就任”.   autosport web (2019年2月6日). 2025年2月11日閲覧。
5. 1 2  Long Beach - Track Guide フォーミュラE公式Webサイト（英語）
6. ↑  ストーリーミッション「フェイスオフ!」で使われているレイアウトは前半は実際のインディカー用レイアウトと同じだが、後半はコンベンションセンターの周りを回る形になっている。